# Tour of Almaty 2019
Tour of Almaty 2019 – 7. edycja wyścigu kolarskiego Tour of Almaty, która odbyła się w dniach od 30 do 31 sierpnia 2019 na liczącej ponad 278 kilometrów trasie, składającej się z 2 etapów i biegnącej z miejscowości Ałmaty do toru łyżwiarskiego Miedieo. Impreza kategorii 2.1 była częścią UCI Asia Tour 2019.
Pierwszy etap, po finiszu z kilkunastoosobowej ucieczki, wygrał Patryk Stosz. Drugi etap, kończący się liczącym blisko 13 kilometrów podjazdem do toru łyżwiarskiego Miedieo, wygrał Danilo Celano, a w klasyfikacji generalnej wyścigu triumfował trzeci na mecie drugiego etapu Jurij Natarow.

## Etapy
| Etap | Data   | Start – Meta     | type     | Dystans (km) | Zwycięzca etapu | Lider         |
| ---- | ------ | ---------------- | -------- | ------------ | --------------- | ------------- |
| 1    | 30 sie | Ałmaty – Ałmaty  | płaski   | 118,6        | Patryk Stosz    | Patryk Stosz  |
| 2    | 31 sie | Ałmaty – Miedieo | górzysty | 160          | Danilo Celano   | Jurij Natarow |

## Uczestnicy

### Drużyny
| WorldTeam- Astana Professional continental teams (3)- Delko-Marseille Provence - Gazprom-RusVelo - Neri Sottoli-Selle Italia-KTM Continental teams (14)- AC Sparta Praha - Akros-Thömus - Amore & Vita-Prodir - Apple Team - CCC Development Team - HKSI - Interpro Cycling Academy - Memil - Hrinkow Advarics Cycleang - Team Illuminate - Sapura - Terengganu Inc-TSG Cycling Team - Vino-Astana Motors - Voster ATS Team Reprezentacje (3)- Azerbejdżan - Kazachstan - Turcja |
| |

## Wyniki etapów

### Etap 1
| Ałmaty - Ałmaty | płaski | (118,6 km) |

| \| Klasyfikacja etapu \| Klasyfikacja etapu \| Klasyfikacja etapu \| Klasyfikacja etapu \| Klasyfikacja etapu \| \| Kolarz \| Kolarz \| Państwo \| Drużyna \| Czas \| \| ------------------ \| ------------------ \| ------------------ \| ----------------------------- \| ------------------ \| \| 1. \| Patryk Stosz \| Polska \| CCC Development \| 2h 37' 46" \| \| 2. \| Matwiej Nikitin \| Kazachstan \| Vino-Astana Motors \| + 0" \| \| 3. \| Davide Gabburo \| Włochy \| Neri Sottoli-Selle Italia-KTM \| + 0" \| \| 4. \| Aleksandr Własow \| Rosja \| Gazprom-RusVelo \| + 0" \| \| 5. \| Lucas De Rossi \| Francja \| Delko Marseille Provence \| + 0" \| \| 6. \| Nikita Stalnow \| Kazachstan \| Astana \| + 0" \| \| 7. \| Lorenzo Fortunato \| Włochy \| Neri Sottoli-Selle Italia-KTM \| + 0" \| \| 8. \| Mateusz Grabis \| Polska \| Voster ATS Team \| + 0" \| \| 9. \| Jurij Natarow \| Kazachstan \| Astana \| + 0" \| \| 10. \| Markus Freiberger \| Austria \| Hrinkow Advarics Cycleang \| + 0" \| |                   |            |                               |            |
| |                   |            |                               |            |
| Źródło: ProCyclingStats |                   |            |                               |            |
| Klasyfikacja etapu |                   |            |                               |            |
| Kolarz | Kolarz            | Państwo    | Drużyna                       | Czas       |
| 1. | Patryk Stosz      | Polska     | CCC Development               | 2h 37' 46" |
| 2. | Matwiej Nikitin   | Kazachstan | Vino-Astana Motors            | + 0"       |
| 3. | Davide Gabburo    | Włochy     | Neri Sottoli-Selle Italia-KTM | + 0"       |
| 4. | Aleksandr Własow  | Rosja      | Gazprom-RusVelo               | + 0"       |
| 5. | Lucas De Rossi    | Francja    | Delko Marseille Provence      | + 0"       |
| 6. | Nikita Stalnow    | Kazachstan | Astana                        | + 0"       |
| 7. | Lorenzo Fortunato | Włochy     | Neri Sottoli-Selle Italia-KTM | + 0"       |
| 8. | Mateusz Grabis    | Polska     | Voster ATS Team               | + 0"       |
| 9. | Jurij Natarow     | Kazachstan | Astana                        | + 0"       |
| 10. | Markus Freiberger | Austria    | Hrinkow Advarics Cycleang     | + 0"       |

| \| Klasyfikacja generalna \| Klasyfikacja generalna \| Klasyfikacja generalna \| Klasyfikacja generalna \| Klasyfikacja generalna \| \| Kolarz \| Kolarz \| Państwo \| Drużyna \| Czas \| \| ---------------------- \| ---------------------- \| ---------------------- \| ----------------------------- \| ---------------------- \| \| 1. \| Patryk Stosz \| Polska \| CCC Development \| 2h 37' 34" \| \| 2. \| Davide Gabburo \| Włochy \| Neri Sottoli-Selle Italia-KTM \| + 5" \| \| 3. \| Matwiej Nikitin \| Kazachstan \| Vino-Astana Motors \| + 6" \| \| 4. \| Dmitrij Gruzdiew \| Kazachstan \| Astana \| + 11" \| \| 5. \| Aleksandr Własow \| Rosja \| Gazprom-RusVelo \| + 12" \| \| 6. \| Lucas De Rossi \| Francja \| Delko Marseille Provence \| + 12" \| \| 7. \| Nikita Stalnow \| Kazachstan \| Astana \| + 12" \| \| 8. \| Lorenzo Fortunato \| Włochy \| Neri Sottoli-Selle Italia-KTM \| + 12" \| \| 9. \| Mateusz Grabis \| Polska \| Voster ATS Team \| + 12" \| \| 10. \| Jurij Natarow \| Kazachstan \| Astana \| + 12" \| |                   |            |                               |            |
| |                   |            |                               |            |
| Źródło: ProCyclingStats |                   |            |                               |            |
| Klasyfikacja generalna |                   |            |                               |            |
| Kolarz | Kolarz            | Państwo    | Drużyna                       | Czas       |
| 1. | Patryk Stosz      | Polska     | CCC Development               | 2h 37' 34" |
| 2. | Davide Gabburo    | Włochy     | Neri Sottoli-Selle Italia-KTM | + 5"       |
| 3. | Matwiej Nikitin   | Kazachstan | Vino-Astana Motors            | + 6"       |
| 4. | Dmitrij Gruzdiew  | Kazachstan | Astana                        | + 11"      |
| 5. | Aleksandr Własow  | Rosja      | Gazprom-RusVelo               | + 12"      |
| 6. | Lucas De Rossi    | Francja    | Delko Marseille Provence      | + 12"      |
| 7. | Nikita Stalnow    | Kazachstan | Astana                        | + 12"      |
| 8. | Lorenzo Fortunato | Włochy     | Neri Sottoli-Selle Italia-KTM | + 12"      |
| 9. | Mateusz Grabis    | Polska     | Voster ATS Team               | + 12"      |
| 10. | Jurij Natarow     | Kazachstan | Astana                        | + 12"      |

### Etap 2
| Ałmaty - Miedieo | górzysty | (160 km) |

| \| Klasyfikacja etapu \| Klasyfikacja etapu \| Klasyfikacja etapu \| Klasyfikacja etapu \| Klasyfikacja etapu \| \| Kolarz \| Kolarz \| Państwo \| Drużyna \| Czas \| \| ------------------ \| ------------------ \| ------------------ \| ------------------------------- \| ------------------ \| \| 1. \| Danilo Celano \| Włochy \| Amore & Vita-Prodir \| 3h 51' 57" \| \| 2. \| Nikołaj Czerkasow \| Rosja \| Gazprom-RusVelo \| + 1" \| \| 3. \| Jurij Natarow \| Kazachstan \| Astana \| + 4" \| \| 4. \| Pierpaolo Ficara \| Włochy \| Amore & Vita-Prodir \| + 8" \| \| 5. \| Metkel Eyob \| Erytrea \| Terengganu Inc-TSG Cycling Team \| + 21" \| \| 6. \| Anton Kuzmin \| Kazachstan \| Astana City \| + 28" \| \| 7. \| Aleksandr Własow \| Rosja \| Gazprom-RusVelo \| + 30" \| \| 8. \| Artiom Owieczkin \| Rosja \| Terengganu Inc-TSG Cycling Team \| + 37" \| \| 9. \| Lucas De Rossi \| Francja \| Delko Marseille Provence \| + 45" \| \| 10. \| Benjamin Dyball \| Australia \| Team Sapura Cycling \| + 48" \| |                   |            |                                 |            |
| |                   |            |                                 |            |
| Źródło: ProCyclingStats |                   |            |                                 |            |
| Klasyfikacja etapu |                   |            |                                 |            |
| Kolarz | Kolarz            | Państwo    | Drużyna                         | Czas       |
| 1. | Danilo Celano     | Włochy     | Amore & Vita-Prodir             | 3h 51' 57" |
| 2. | Nikołaj Czerkasow | Rosja      | Gazprom-RusVelo                 | + 1"       |
| 3. | Jurij Natarow     | Kazachstan | Astana                          | + 4"       |
| 4. | Pierpaolo Ficara  | Włochy     | Amore & Vita-Prodir             | + 8"       |
| 5. | Metkel Eyob       | Erytrea    | Terengganu Inc-TSG Cycling Team | + 21"      |
| 6. | Anton Kuzmin      | Kazachstan | Astana City                     | + 28"      |
| 7. | Aleksandr Własow  | Rosja      | Gazprom-RusVelo                 | + 30"      |
| 8. | Artiom Owieczkin  | Rosja      | Terengganu Inc-TSG Cycling Team | + 37"      |
| 9. | Lucas De Rossi    | Francja    | Delko Marseille Provence        | + 45"      |
| 10. | Benjamin Dyball   | Australia  | Team Sapura Cycling             | + 48"      |

## Klasyfikacje

### Klasyfikacja generalna
| \| Klasyfikacja generalna \| Klasyfikacja generalna \| Klasyfikacja generalna \| Klasyfikacja generalna \| Klasyfikacja generalna \| \| Kolarz \| Kolarz \| Państwo \| Drużyna \| Czas \| \| ---------------------- \| -------------------------- \| ---------------------- \| ------------------------------- \| ---------------------- \| \| 1. \| Jurij Natarow \| Kazachstan \| Astana \| 6h 29' 47" \| \| 2. \| Aleksandr Własow \| Rosja \| Gazprom-RusVelo \| + 26" \| \| 3. \| Danilo Celano \| Włochy \| Amore & Vita-Prodir \| + 38" \| \| 4. \| Nikołaj Czerkasow \| Rosja \| Gazprom-RusVelo \| + 39" \| \| 5. \| Lucas De Rossi \| Francja \| Delko Marseille Provence \| + 41" \| \| 6. \| Lorenzo Fortunato \| Włochy \| Neri Sottoli-Selle Italia-KTM \| + 46" \| \| 7. \| Pierpaolo Ficara \| Włochy \| Amore & Vita-Prodir \| + 46" \| \| 8. \| Francesco Manuel Bongiorno \| Włochy \| Neri Sottoli-Selle Italia-KTM \| + 50" \| \| 9. \| Metkel Eyob \| Erytrea \| Terengganu Inc-TSG Cycling Team \| + 59" \| \| 10. \| Anton Kuzmin \| Kazachstan \| Kazachstan \| + 1' 06" \| |                            |            |                                 |            |
| |                            |            |                                 |            |
| Źródło: ProCyclingStats |                            |            |                                 |            |
| Klasyfikacja generalna |                            |            |                                 |            |
| Kolarz | Kolarz                     | Państwo    | Drużyna                         | Czas       |
| 1. | Jurij Natarow              | Kazachstan | Astana                          | 6h 29' 47" |
| 2. | Aleksandr Własow           | Rosja      | Gazprom-RusVelo                 | + 26"      |
| 3. | Danilo Celano              | Włochy     | Amore & Vita-Prodir             | + 38"      |
| 4. | Nikołaj Czerkasow          | Rosja      | Gazprom-RusVelo                 | + 39"      |
| 5. | Lucas De Rossi             | Francja    | Delko Marseille Provence        | + 41"      |
| 6. | Lorenzo Fortunato          | Włochy     | Neri Sottoli-Selle Italia-KTM   | + 46"      |
| 7. | Pierpaolo Ficara           | Włochy     | Amore & Vita-Prodir             | + 46"      |
| 8. | Francesco Manuel Bongiorno | Włochy     | Neri Sottoli-Selle Italia-KTM   | + 50"      |
| 9. | Metkel Eyob                | Erytrea    | Terengganu Inc-TSG Cycling Team | + 59"      |
| 10. | Anton Kuzmin               | Kazachstan | Kazachstan                      | + 1' 06"   |

| Klasyfikacja punktowa | Klasyfikacja punktowa | Klasyfikacja punktowa | Klasyfikacja punktowa           | Klasyfikacja punktowa |
| Kolarz                | Kolarz                | Państwo               | Drużyna                         | Punkty                |
| --------------------- | --------------------- | --------------------- | ------------------------------- | --------------------- |
| 1.                    | Patryk Stosz          | Polska                | CCC Development                 | 13 pkt                |
| 2.                    | Davide Gabburo        | Włochy                | Neri Sottoli-Selle Italia-KTM   | 13 pkt                |
| 3.                    | Aleksandr Własow      | Rosja                 | Gazprom-RusVelo                 | 11 pkt                |
| 4.                    | Danilo Celano         | Włochy                | Amore & Vita-Prodir             | 10 pkt                |
| 5.                    | Jurij Natarow         | Kazachstan            | Astana                          | 10 pkt                |
| 6.                    | Nikołaj Czerkasow     | Rosja                 | Gazprom-RusVelo                 | 9 pkt                 |
| 7.                    | Lucas De Rossi        | Francja               | Delko Marseille Provence        | 8 pkt                 |
| 8.                    | Pierpaolo Ficara      | Włochy                | Amore & Vita-Prodir             | 7 pkt                 |
| 9.                    | Metkel Eyob           | Erytrea               | Terengganu Inc-TSG Cycling Team | 6 pkt                 |
| 10.                   | Maral-erdene Batmunkh | Mongolia              | Terengganu Inc-TSG Cycling Team | 5 pkt                 |

| Klasyfikacja punktowa | Klasyfikacja punktowa | Klasyfikacja punktowa | Klasyfikacja punktowa           | Klasyfikacja punktowa |
| Kolarz                | Kolarz                | Państwo               | Drużyna                         | Punkty                |
| --------------------- | --------------------- | --------------------- | ------------------------------- | --------------------- |
| 1.                    | Patryk Stosz          | Polska                | CCC Development                 | 13 pkt                |
| 2.                    | Davide Gabburo        | Włochy                | Neri Sottoli-Selle Italia-KTM   | 13 pkt                |
| 3.                    | Aleksandr Własow      | Rosja                 | Gazprom-RusVelo                 | 11 pkt                |
| 4.                    | Danilo Celano         | Włochy                | Amore & Vita-Prodir             | 10 pkt                |
| 5.                    | Jurij Natarow         | Kazachstan            | Astana                          | 10 pkt                |
| 6.                    | Nikołaj Czerkasow     | Rosja                 | Gazprom-RusVelo                 | 9 pkt                 |
| 7.                    | Lucas De Rossi        | Francja               | Delko Marseille Provence        | 8 pkt                 |
| 8.                    | Pierpaolo Ficara      | Włochy                | Amore & Vita-Prodir             | 7 pkt                 |
| 9.                    | Metkel Eyob           | Erytrea               | Terengganu Inc-TSG Cycling Team | 6 pkt                 |
| 10.                   | Maral-erdene Batmunkh | Mongolia              | Terengganu Inc-TSG Cycling Team | 5 pkt                 |

| Klasyfikacja górska | Klasyfikacja górska          | Klasyfikacja górska | Klasyfikacja górska | Klasyfikacja górska |
| Kolarz              | Kolarz                       | Państwo             | Drużyna             | Punkty              |
| ------------------- | ---------------------------- | ------------------- | ------------------- | ------------------- |
| 1.                  | Jewgienij Fiodorow           | Kazachstan          | Vino-Astana Motors  | 15 pkt              |
| 2.                  | Jurij Natarow                | Kazachstan          | Astana              | 10 pkt              |
| 3.                  | Nikołaj Czerkasow            | Rosja               | Gazprom-RusVelo     | 8 pkt               |
| 4.                  | Cameron Piper                | Stany Zjednoczone   | Team Illuminate     | 6 pkt               |
| 5.                  | Danilo Celano                | Włochy              | Amore & Vita-Prodir | 5 pkt               |
| 6.                  | Nikita Stalnow               | Kazachstan          | Astana              | 4 pkt               |
| 7.                  | Pierpaolo Ficara             | Włochy              | Amore & Vita-Prodir | 3 pkt               |
| 8.                  | Sindre Bjerkestrand Haugsvær | Norwegia            | Memil Pro Cycling   | 3 pkt               |
| 9.                  | Anton Kuzmin                 | Kazachstan          | Kazachstan          | 2 pkt               |
| 10.                 | Daniił Fominych              | Kazachstan          | Astana              | 2 pkt               |

| Klasyfikacja górska | Klasyfikacja górska          | Klasyfikacja górska | Klasyfikacja górska | Klasyfikacja górska |
| Kolarz              | Kolarz                       | Państwo             | Drużyna             | Punkty              |
| ------------------- | ---------------------------- | ------------------- | ------------------- | ------------------- |
| 1.                  | Jewgienij Fiodorow           | Kazachstan          | Vino-Astana Motors  | 15 pkt              |
| 2.                  | Jurij Natarow                | Kazachstan          | Astana              | 10 pkt              |
| 3.                  | Nikołaj Czerkasow            | Rosja               | Gazprom-RusVelo     | 8 pkt               |
| 4.                  | Cameron Piper                | Stany Zjednoczone   | Team Illuminate     | 6 pkt               |
| 5.                  | Danilo Celano                | Włochy              | Amore & Vita-Prodir | 5 pkt               |
| 6.                  | Nikita Stalnow               | Kazachstan          | Astana              | 4 pkt               |
| 7.                  | Pierpaolo Ficara             | Włochy              | Amore & Vita-Prodir | 3 pkt               |
| 8.                  | Sindre Bjerkestrand Haugsvær | Norwegia            | Memil Pro Cycling   | 3 pkt               |
| 9.                  | Anton Kuzmin                 | Kazachstan          | Kazachstan          | 2 pkt               |
| 10.                 | Daniił Fominych              | Kazachstan          | Astana              | 2 pkt               |

### Klasyfikacja drużynowa
| Klasyfikacja drużynowa | Klasyfikacja drużynowa          | Klasyfikacja drużynowa | Klasyfikacja drużynowa |
| Drużyna                | Drużyna                         | Państwo                | Czas                   |
| ---------------------- | ------------------------------- | ---------------------- | ---------------------- |
| 1.                     | Neri Sottoli-Selle Italia-KTM   | Włochy                 | 19h 32' 26"            |
| 2.                     | Astana                          | Kazachstan             | + 30"                  |
| 3.                     | Terengganu Inc-TSG Cycling Team | Malezja                | + 37"                  |
| 4.                     | Amore & Vita-Prodir             | Łotwa                  | + 39"                  |
| 5.                     | Kazachstan                      | Kazachstan             | + 2' 58"               |
| 6.                     | Delko-Marseille Provence        | Francja                | + 3' 32"               |
| 7.                     | CCC Development Team            | Polska                 | + 3' 43"               |
| 8.                     | Sapura                          | Malezja                | + 6' 26"               |
| 9.                     | Gazprom-RusVelo                 | Rosja                  | + 6' 38"               |
| 10.                    | Vino-Astana Motors              | Kazachstan             | + 8' 27"               |

### Liderzy klasyfikacji
| Etap   |          | Pierwsze miejsce _ | Klasyfikacja generalna | Punktowa     | Górska             | Drużynowa _                   |
| ------ | -------- | ------------------ | ---------------------- | ------------ | ------------------ | ----------------------------- |
| 1      | płaski   | Patryk Stosz       | Patryk Stosz           | Patryk Stosz | brak danych        | Neri Sottoli-Selle Italia-KTM |
| 2      | górzysty | Danilo Celano      | Jurij Natarow          | Patryk Stosz | Jewgienij Fiodorow | Neri Sottoli-Selle Italia-KTM |
| Koniec | Koniec   |                    | Jurij Natarow          | Patryk Stosz | Jewgienij Fiodorow | Neri Sottoli-Selle Italia-KTM |